# Greatest Hits: Back to the Start
Greatest Hits: Back to the Start è la terza raccolta del gruppo musicale statunitense Megadeth, pubblicato il 28 giugno 2005 dalla Capitol Records.

## Tracce
1. Holy Wars... The Punishment Due
2. In My Darkest Hour
3. Peace Sells
4. Sweating Bullets
5. Angry Again
6. À tout le monde
7. Trust
8. Kill the King
9. Symphony of Destruction
10. Mechanix (2002 Remix)
11. Train of Consequences
12. Wake Up Dead
13. Hangar 18
14. Dread and the Fugitive Mind
15. Skin O' My Teeth
16. She-Wolf
17. Prince of Darkness

## Formazione
- Dave Mustaine – voce, chitarra
- David Ellefson – basso, voce
- Marty Friedman – chitarra (tracce 1, 4-9, 11, 13, 15-17)
- Jeff Young – chitarra (traccia 2)
- Chris Poland – chitarra (tracce 3, 10 e 12)
- Al Pitrelli – chitarra (traccia 14)
- Nick Menza – batteria (tracce 1, 4-7, 9, 11, 13, 15 e 16)
- Chuck Behler – batteria (traccia 2)
- Gar Samuelson – batteria (tracce 3, 10 e 12)
- Jimmy DeGrasso – batteria (tracce 8, 14 e 17)